# 임우영
임우영(林祐永, 1904년 9월 20일 강원도 통천 ~ 1980년 6월 18일)은 대한민국의 정치인이다. 1947년 김구 계열의 반탁독립투쟁위원회 춘성군 위원장을 맡아 정계에 입문했고, 제3,4대 국회의원을 지냈다.

## 약력
- 강원도 통천공립보통학교 졸업
- 강원도 통천간이농업학교 졸업
- 경성의학전문학교 중퇴
- 일본 와세다 대학교 정치경제학과 중퇴
- 반탁독립투쟁위원회 춘성군 위원장
- 근화동우회 회장
- 국민회 춘성군 지부장
- 자유당 춘청군당 위원장
- 자유당 강원도당 선전부장
- 북한피난민연맹 강원도 이사장

## 역대 선거 결과
|  | 24.30% |

|  | 25.49% |

|  | 27.96% |

|  | 12.37% |

## 참고 자료
- 임우영 - 대한민국헌정회